# Daewoo S-TEC
S-TEC (Helios) - silnik benzynowy, spalinowy, tłokowy o pojemności 796 cm3, o 3 cylindrach w układnie rzędowym, z zasilaniem gaźnikowym, zastosowany w samochodzie Daewoo Tico. Oparty na bloku F8C skonstruowanym przez Suzuki. Posiada jeden wałek rozrządu w głowicy (OHC) i 6 zaworów. Gaźnik podciśnieniowy, dwuprzelotowy z automatycznym ssaniem.
Następcą tego silnika jest M-TEC.